# Byttneria scabra
Byttneria scabra är en malvaväxtart som beskrevs av Carl von Linné. Byttneria scabra ingår i släktet Byttneria och familjen malvaväxter. Inga underarter finns listade i Catalogue of Life.